# Imakagami
El Imakagami (今鏡, "El Nuevo Espejo") es un rekishi-monogatari (cuento histórico) japonés escrito a finales del período Heian. También se le llama Kokagami (小鏡, "El Pequeño Espejo") o Shoku-Yotsugi (続世継, "Yotsugi, Continuado").

## Fecha y autoría
Se ha especulado que el trabajo fue compilado en o poco después de 1170; Donald Keene, citando a Isao Takehana, dijo que el trabajo probablemente se escribió entre el octavo mes de 1174 y el séptimo mes de 1175. El autor no está seguro, pero el candidato más probable es el poeta waka Fujiwara no Tametsune (藤原為経).

## Estructura y estilo
El texto está en diez volúmenes y se cuenta desde el punto de vista de una anciana que es descrita como una nieta de Ōyake no Yotsugi (大宅世継), la narradora del Ōkagami, y que anteriormente había estado al servicio de Murasaki Shikibu. Se ha sugerido que el escritor eligió a una mujer como narradora ficticia en la que el autor del Ōkagami había elegido a dos hombres que deseaba enfocar en temas "femeninos" más elegantes que los asuntos militares y políticos.
El trabajo contiene 140 waka e innumerables referencias a la literatura japonesa y china.

## Contenido
El trabajo comienza con un grupo de peregrinos que visitan los templos de la provincia de Yamato y son abordados por una anciana que, cuando se le pregunta si vive en la región, dice que vivió en la capital durante cien años y luego en la provincia de Yamashiro por otros cincuenta, antes de pasar a Yamato. Los oyentes están asombrados de su gran edad, pero ella responde humildemente al enumerar a otros en China y Japón que supuestamente habían vivido hasta la gran edad, incluido su abuelo Yotsugi. Ella dice que su nombre es Ayame (iris), que le fue dado debido a su nacimiento el quinto día del quinto mes, el mismo día del Festival del Iris (菖蒲の節句 Ayame no Sekku), aunque también le habían dado el apodo de Imakagami (El Nuevo Espejo) de su amante Murasaki Shikibu, en referencia a un poema de Bai Juyi que describía el lanzamiento de un nuevo espejo ese día.
El resto del trabajo describe los recuerdos del pasado de la anciana. Describe el período de aproximadamente 150 años, de 1025 a 1170, y se centra principalmente en un relato de la familia imperial y los clanes Fujiwara y Murakami-Genji.

## Relación con otros trabajos
El trabajo está clasificado como uno de los cuatro "espejos" de la historia junto con el Ōkagami, el Mizukagami y el Masukagami. Se considera que es una continuación directa del  Ōkagami.
Aunque fue escrito durante el período de gobierno por el clan militar de Taira, se centra en la poesía waka y los asuntos de los nobles en la corte.